# Albert V de Mecklembourg
Pour les articles homonymes, voir Albert V.
Albert V (en allemand : Albrecht V.), né vers 1397 et mort le 16 octobre 1423, est un prince de la maison de Mecklembourg, fils d'Albert III. Il est co-duc de Mecklembourg de 1412 jusqu'à sa mort.

## Biographie
Il est le fils cadet d'Albert III, duc de Mecklembourg et ancien roi de Suède, et de sa seconde épouse en 1396 Agnès, fille du duc Magnus II de Brunswick-Lunebourg. Albert V succède à son père en 1412, au début sous la tutelle de sa mère, mais pendant tout son règne il demeure duc associé à son cousin Jean IV, le fils de Magnus Ier de Mecklembourg. 

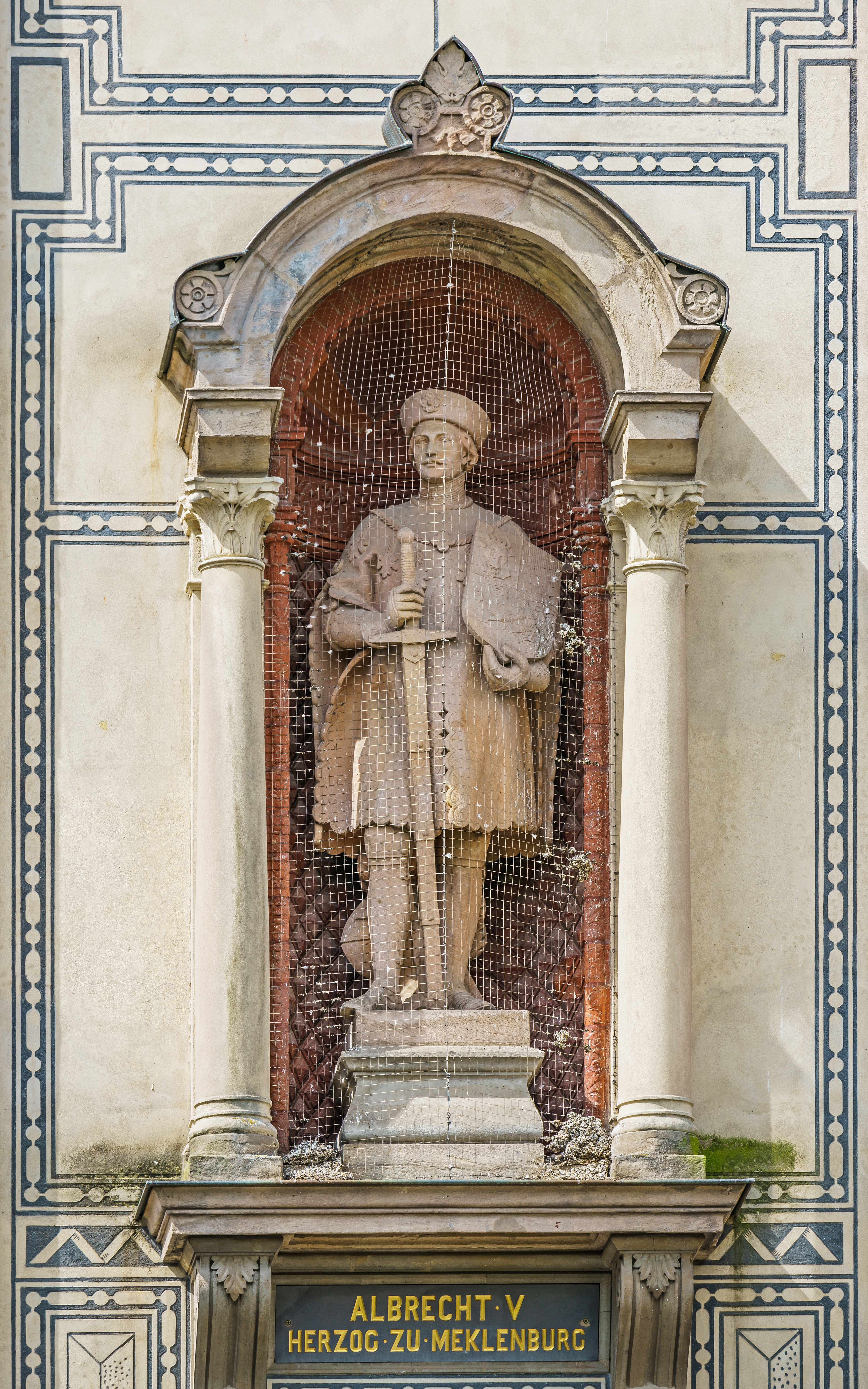
Statue à l'immeuble principal de l'université de Rostock.

Le 13 février 1419, Albert et Jean fondent l'université de Rostock, en collaboration avec le pape Martin V et le conseil de la ville hanséatique de Rostock. Cette haute école est la première dans le nord du Saint-Empire romain et la première université dans toute la région de la mer Baltique.
Depuis 1413, il est fiancé à Cécile, une fille du burgrave Frédéric de Nuremberg (le futur électeur de Brandebourg), qui néanmoins épouse le duc Guillaume de Brunswick-Wolfenbüttel. À la place, il se marie en 1423 à la sœur cadette de Cécile, Marguerite, âgé seulement de 13 ans. Il reçoit de son beau-père comme douaire les domaines de Dömitz et Gorlosen près de l'Elbe. 
Albert meurt peu de temps après son mariage. Sans postérité, il a comme successeur Henri IV de Mecklembourg, le fils de son cousin Jean IV.  